# Jessica Mila
Pour les articles homonymes, voir Mila.
Jessica Mila Agnesia née le 3 août 1992 à Aceh, est une actrice indonésienne.

## Biographie
Jessica Mila est née à Langsa, Aceh. Son père est Javanais, tandis que sa mère est Néerlando-Minahasane ; elle est la plus jeune fille de la famille et a trois frères. Elle commence sa carrière à un très jeune âge, agissant dans la série télévisée dramatique L'Amour du lycée sur Indosiar en 2004. Elle est diplômée de lycée d'État 70 Jakarta, termine l'université avec un baccalauréat diplôme en entrepreneuriat de gestion de l'université Binus à Jakarta.